# Operace Bolo
Operace Bolo byla úspěšná mise amerických vzdušných sil ve vietnamské válce. Jejím cílem bylo zredukovat údernou sílu severovietnamského letectva, které způsobovalo neúměrné ztráty americkým bombardérům. Operace proběhla 2. ledna 1967. Byla založena na lsti. Americké stíhací letouny F-4C Phantom II se vydávaly za stíhací bombardéry F-105 Thunderchief, čímž vylákaly ke střetu severovietnamské stíhací MiGy-21PFL. Následná vzdušná bitva vyústila ve ztrátu sedmi z šestnácti severovietnamských strojů MiG-21, přičemž americká strana ztráty neutrpěla. Název operace Bolo odkazoval k filipínské mačetě využívané jako zbraň pro boj zblízka. Operace Bolo se zapsala do historie jako jedna z největších lstí využitých ve vzdušném boji.

## Historie
Mise byla reakcí na vážné ztráty utrpěné americkým letectvem během bombardovací kampaně Operace Rolling Thunder zahájené v březnu 1966. Severovietnamský vzdušný prostor byl v okolí hlavního města Hanoje silně bráněn kombinací protiletadlového dělostřelectva, protiletadlových řízených střel a stíhacích letounů severovietnamského letectva. Americkým stíhacím bombardérům F-105 Thunderchief způsobovaly vážné ztráty nejmodernější severovietnamské stíhací letouny MiGy-21PFL. Severovietnamské letectvo disponovalo pouze asi šestnácti letouny MiG-21, proto s jejich nasazením vyčkávalo na optimální podmínky a využívalo taktiku „udeř a uteč“, tedy po útoku na bombardéry s cílem je sestřelit, nebo alespoň donutit k předčasnému odhození nákladu, se MiGy-21 stahovaly pryč, aby se nedostaly do střetu s doprovodnými stíhacími letouny F-4C Phantom II. Americká pravidla nasazení (Rules of Engagement, ROE) přitom vlastním pilotům svazovala ruce, neboť například nesměli použít radarem naváděné řízené střely AIM-7 Sparrow na vzdálenost mimo vizuální dohled. Pravidla zároveň zakazovala bombardování severovietnamských leteckých základen kvůli obavám, že by případné zabití sovětských poradců vedlo k eskalaci konfliktu. Američtí stíhači proto potřebovali zaskočit MiGy-21 ve vzduchu.
Operace Bolo byla složitým plánem na vylákání nejcennějších severovietnamských MiGů-21 do vzdušného boje s americkými stíhačkami F-4C Phantom II. Operaci Bolo vymysleli velitel 8. taktického stíhacího křídla (Tactical Fighter Wing, TFW) plukovník Robin Olds a zástupce velitele pro operace Daniel „Chappie“ James Jr. Vypracováním plánu byli pověření čtyři mladší důstojníci: John B. Stone, Joseph Hicks, Ralph F. Wetterhahn a James D. Covington. V rámci napodobení útoku stíhacích bombardérů měly být stíhačky F-4C Phantom II vybaveny rušícími kontejnery QRC-160 Compass Robin, které používaly bombardéry F-105. Dále měly letět stejnou rychlostí, ve stejné výšce a ve stejné konfiguraci formace jako bylo obvyklé pro F-105, přičemž by měly přiděleny i podobné rádiové volací znaky. Místo pum však nesly řízené střely AIM-7E Sparrow a AIM-9B Sidewinder. Plán schválil velitel 7. letecké armády generál William W. Momyer.

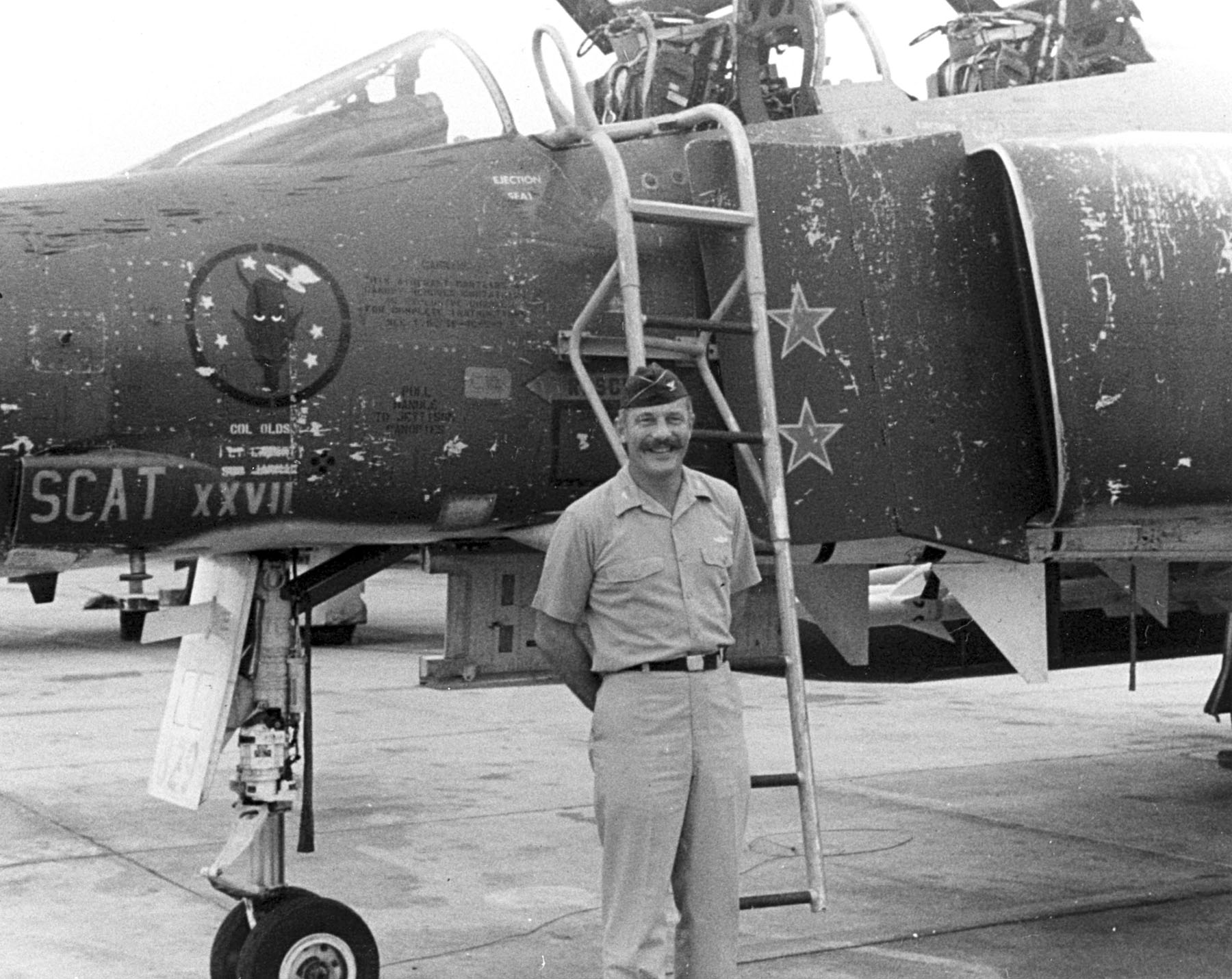
Robin Olds před svým letounem F-4C Phantom II „Scat XXVII“, který využíval v letech 1966–1967. Na letounu jsou dvě hvězdy označující první dva z jeho celkových čtyř vzdušných vítězství dosažených za vietnamské války.

Dle původního plánu měla operace proběhnout 1. ledna 1967, ale kvůli špatnému počasí byla o den odložena. Na sever odstartovalo sedm letek Phantomů z 8. taktického stíhacího křídla s volacími znaky Olds, Ford, Rambler, Lincoln, Tempest, Plymouth a Vespa (celkem 28 letounů). Do operace bylo zapojeno rovněž sedm letek od 366. taktického stíhacího křídla (28 strojů) a další letouny (např. F-105 Thunderchief, EC-121 Warning Star a EB-66 Destroyer). Robin Olds pilotoval stíhací letoun F-4C Phanton II (sériové číslo 63-7680). Jeho operátorem zbraňového systému byl nadporučík Charles C. Clifton. V 15:00 Phantomy 8. taktického stíhacího křídla přilétly nad leteckou základnu Phúc Yên, nacházející se třicet kilometrů od Hanoje. Severovietnamské letectvo proti domnělým bombardérům vyslalo své letouny MiG-21. Místo těžce naložených bombardérů však byly zaskočeny americkými stíhačkami. V letecké bitvě Američané bez vlastních ztrát sestřelili sedm MiGů-21 a další dva pravděpodobně. Tři sestřely zaznamenaly letky Olds a Rambler a jeden letka Ford. Sám velitel Robin Olds dosáhl jednoho sestřelu. Ztráty MiGů-21 při operaci Bolo a dalších akcích v lednu 1967 vedly k uzemnění MiGů-21 na čtyři měsíce, aby severovietnamské a sovětské letectvo vyvinuly způsob, jak této strategii čelit.

## V kultuře
Operace byla připomenuta v sérii dokumentů Letečtí stíhači v boji.